# Alexandre (homem gloriosíssimo)
Alexandre (em latim: Alexander) foi um oficial bizantino do século VI, ativo durante o reinado do imperador Justiniano (r. 527–565).

## Vida
Alexandre era filho de Hiério e irmão de Antêmio, Constantino e Caliópio. Segundo testamento de seu pai, no qual é citado como homem claríssimo, recebeu uma propriedade suburbana no distrito de Constantinopla conhecido como Vênetos; ele seria mais tarde elevado a homem gloriosíssimo. Em 528, foi um dos generais (os outros eram Pompeu, Platão e Teodoro) enviados para defender o Oriente por conta das baixas no exército na guerra contra a Pérsia; a forma como aparece no relato de João Malalas indica que foi homem ilustre e mestre dos soldados vacante. No Oriente, Alexandre foi enviado para guarnecer Beroia. Alexandre reaparece em 555, junto de seus filhos, quando reivindicou as propriedades levadas em testamento por seu pai a seu irmão Constantino.